# Elizabeth Losey
Elizabeth Brown Losey (nascida Beard) foi uma conservacionista norte-americana, reconhecida como sendo a primeira mulher a tornar-se bióloga de refúgios ecológicos, onde espécies são preservadas em locais inacessíveis.

## Formação
Losey nasceu em East Orange, New Jersey em 1912. Estudou no colegial em Lynn, Massachusetts. Formou-se na University of Michigan em gestão florestal e conservação, em 1946. No início, Losey não conseguiu encontrar trabalho, porque era uma muher. Trabalhou como assistente de pesquisa na University of Michigan até 1952. Criou uma série de auxílios para a educação da administração florestal, incluindo Outline of upland game bird management (1947).

## Carreira
Em 1947, ela conseguiu um emprego na U.S. Fish and Wildlife Commission como bióloga no Seney National Wildlife Refuge. Seu trabalho foi entender o papel de castores na administração de águas. Losey foi a primeira mulher a fazer pesquisa biológica nos EUA. Ficou no cargo por apenas três anos, mas tornou-se uma ornitóloga de sucesso. Rachel Carson reconheceu o trabalho de Losey como "uma ótima realização para organizar o trabalho numa narrativa efetiva".
Losey viajou na América do Norte tirando fotografias de postos de comércio de peles e coletando arte indígena, que mais tarde foi doada para o Museu de Arte DeVos de Michigan. Losey escreveu dois livros. Deixá-Los Ser Lembrado: Let Them Be Remembered: The Story of the Fur Trade Forts, a história da Companhia da Baía de Hudson e o comércio de peles, foi publicado em 1999; Seney National Wildlife Refuge: its story, em 2003. Ela permaneceu um voluntário em Seney até a sua morte em 2005. Ela é considerada uma pioneira na igualdade de gênero dentro de sua área de trabalho.